# Węgorzewo
Pour les articles homonymes, voir Węgorzewo (homonymie).
Wegorzewo (Allemand : Angerburg, Lituanien : Ungura) est une ville de Pologne (Varmie-Mazurie). C'est un des hauts-lieux du tourisme de la voïvodie de Varmie-Mazurie.

## Situation géographique
Wegorzewo est situé au Nord-Est de la Pologne, à 26 km de Giżycko, à 20 km de l'enclave russe de Kaliningrad, au bord du lac Mamry. Coordonnées: 21°45 'E, 54°13 'N.

## Étymologie
En raison du grand nombre d'anguilles qui peuplent les lacs de Mazurie, les chevaliers teutoniques appellent d'abord la ville : Angerburg, nom dérivé du Vieux prussien : Anger qui signifie anguille et Burg pour château. Les Lituaniens la nomme ensuite Ungura ou Unguris parfois Angerburgas. Les Polonais rebaptisent finalement la ville Węgobork, puis Węgorzewo dérivé de Węgorz qui signifie lui aussi anguille.

## Histoire

### Fondation
Le nom d' Angirburg est mentionné pour la première fois dans une chronique de l'année 1335, faisant état d'une maison de pierres et d'une tour entourées d'une palissade. La région fait alors partie de la Prusse-Orientale, fief des chevaliers teutoniques en Mazurie qui fondent la ville.
En 1365, le grand-duc de Lithanie, Kęstutis, détruit le château. Les chevaliers le reconstruisent  en pierre trente ans plus tard. La région alentour se développe avec l'achèvement du château d'Angerburg. À la fin du XVe siècle le secteur est peuplé majoritairement de paysans allemands. Un moulin à eau est construit sur une retenue d'eau du lac Mauer (aujourd'hui Mamry). Vers 1510 une localité connue sous le nom de Neudorf (nouveau village) ou Gerothwol se construit près d'Angerburg. Le village de Steinort (aujourd'hui Sztynort) est bâti à côté du château du même nom (aujourd'hui abandonné) par la famille von Lehndorff. Il fait partie aujourd'hui de la commune.

### Duché de Prusse
Après la fondation du duché de Prusse en 1525, Angerburg devient chef-lieu de district. Albert de Brandebourg, accorde des privilèges à la ville dont il confirme le nom d'Angerburg, comme le château voisin. En 1608, un violent incendie détruit l'église en bois, l'hôtel de ville et une grande partie de la ville.
Située dans une région ethnographique connue sous le nom de Petite Lituanie, Angerburg est essentiellement peuplée d'Allemands avec une importante minorité mazurienne et lituanienne. Cette dernière diminue après les XVIe siècle et XVIIe siècle. La ville souffre des guerres contre la Suède de 1600 à 1611, puis de 1620 à 1622 et de 1625 à 1629, et aussi des attaques des Tatars et les épidémies de peste qui sévissent jusqu'en 1710.

### Royaume de Prusse
En 1701, la ville d'Angerburg fait partie du royaume de Prusse nouvellement fondé, et devient en 1718 une ville de garnison pour l'armée prussienne. Un port est construit sur la Angerapp, puis un aqueduc, en 1740. Dix casernements abritent la garnison. Angerburg compte alors environ 1 800 habitants. Mais ceux-ci souffrent quand Angerburg est occupée par les troupes russes, pendant la guerre de Sept Ans.
Après la partition de la Pologne (17 février 1772), la famille Hohenzollern réunit enfin ses territoires (dont une partie était sous vassalité polonaise) et la ville fait partie du royaume de Prusse réunifié. Pendant les guerres napoléoniennes, les troupes russes occupent à nouveau Angerburg et propagent le typhus. La ville est ensuite pillée par les soldats français et polonais. En 1818, la paix revenue, la ville devient le chef-lieu de l'arrondissement d'Angerburg et fait partie de l'est de la province de Prusse. L'arrondissement fait partie de la province de Prusse-Orientale, lorsqu'elle est formée administrativement en avril 1878.

### Empire allemand

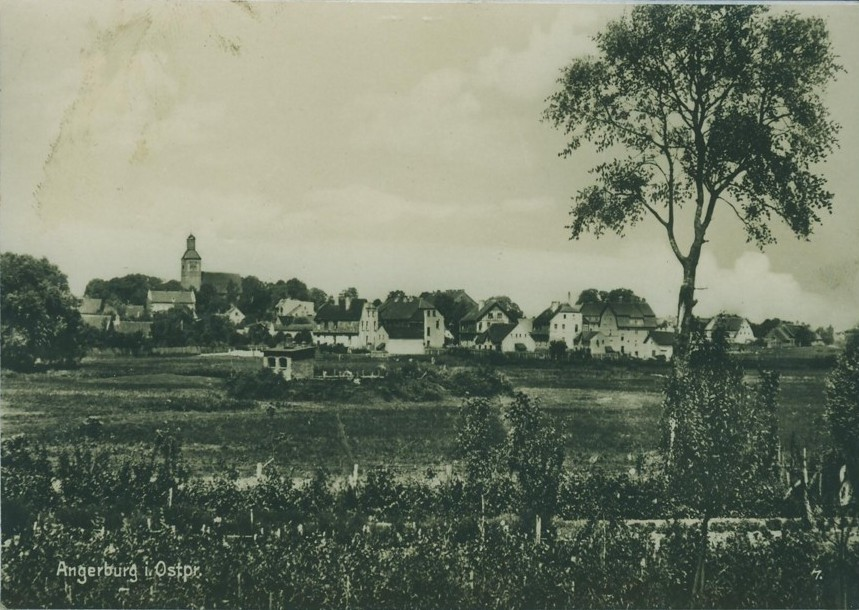
Angerburg dans les années 1920

Avec l'unification de l'Allemagne en 1871, la ville devient partie de l'Empire allemand. En 1820, la population compte plus de 3 500 habitants. La canalisation de la Angerapp et l'expansion du port en 1856 permettent le développement des affaires. La garnison quitte la ville en 1858. Le tribunal de district et le bureau du procureur d'Angerburg sont déplacés à Lyck (Ełk actuellement), entravant la connexion de la ville au réseau routier et aux chemins de fer. Celui-ci n'arrive qu'en 1898, ce qui permet le développement du commerce.

### 1reet2eguerremondiale

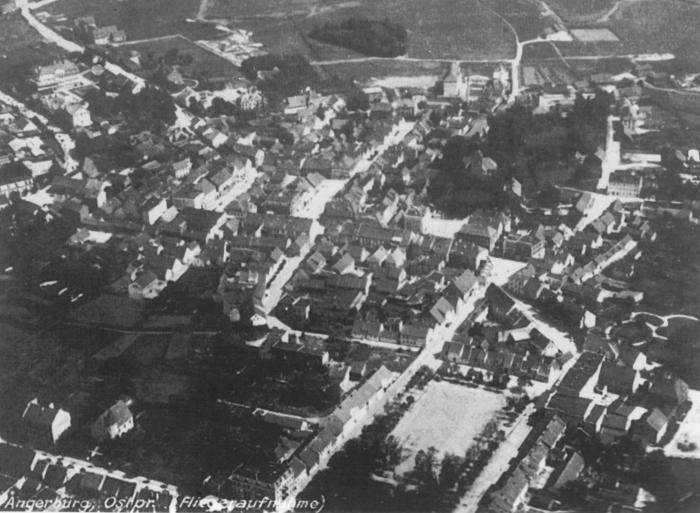
Vue aérienne d'Angerburg dans les années 1930

Au déclenchement de la Première Guerre mondiale, Angerburg qui compte environ 5 800 habitants, redevient ville de garnison. Un cimetière germano-russe témoigne de cette période. Toutefois, cette guerre n'a pas beaucoup d'impact sur la ville, et la population augmente grâce à la construction de nouveaux logements et au développement du tourisme lié à l'ouverture de la Angerapp à la navigation.
Au début du Troisième Reich, la ville comprend 7 700 habitants environ et accueille un régiment de cavalerie. Grâce à l'intégration de communes limitrophes, elle s'agrandit pour compter 10 922 habitants en 1939.
Comme le reste de la province de Prusse-Orientale, Angerburg n'est d'abord pas directement touchée par la Seconde Guerre mondiale, si ce n'est par le nombre des victimes de la guerre et par les pénuries. Cette situation change quand le front de l'est avance pendant l'hiver de 1944-45. Contrairement à la ville voisine de Goldap à l'est, Angerburg n'est pas touchée par les combats, mais est abandonnée par la Wehrmacht quand l'Armée rouge avance. Celle-ci atteint Elbing et coupe la province de Prusse-Orientale du reste de l'Allemagne, les habitants d'Angerburg sont forcés d'évacuer la province et évacuent vers la lagune de la Vistule ou vers Pillau. L'Armée rouge atteint Angerburg le 25 janvier 1945 et détruit une grande partie de la ville, 80 % des habitations sont détruites, il ne reste que quelques bâtiments de l'ancien centre-ville.

### Pologne
Après la Conférence de Potsdam, Angerburg est placé sous administration polonaise et rebaptisé Węgorzewo. La population germanophone est expulsée vers l'ouest et remplacés par des Polonais, venus pour la plupart du centre de la Pologne ou des zones annexées par l'Union soviétique, en particulier Vilnius et Grodno. De nombreux Ukrainiens arrivent aussi de la région des Beskides.

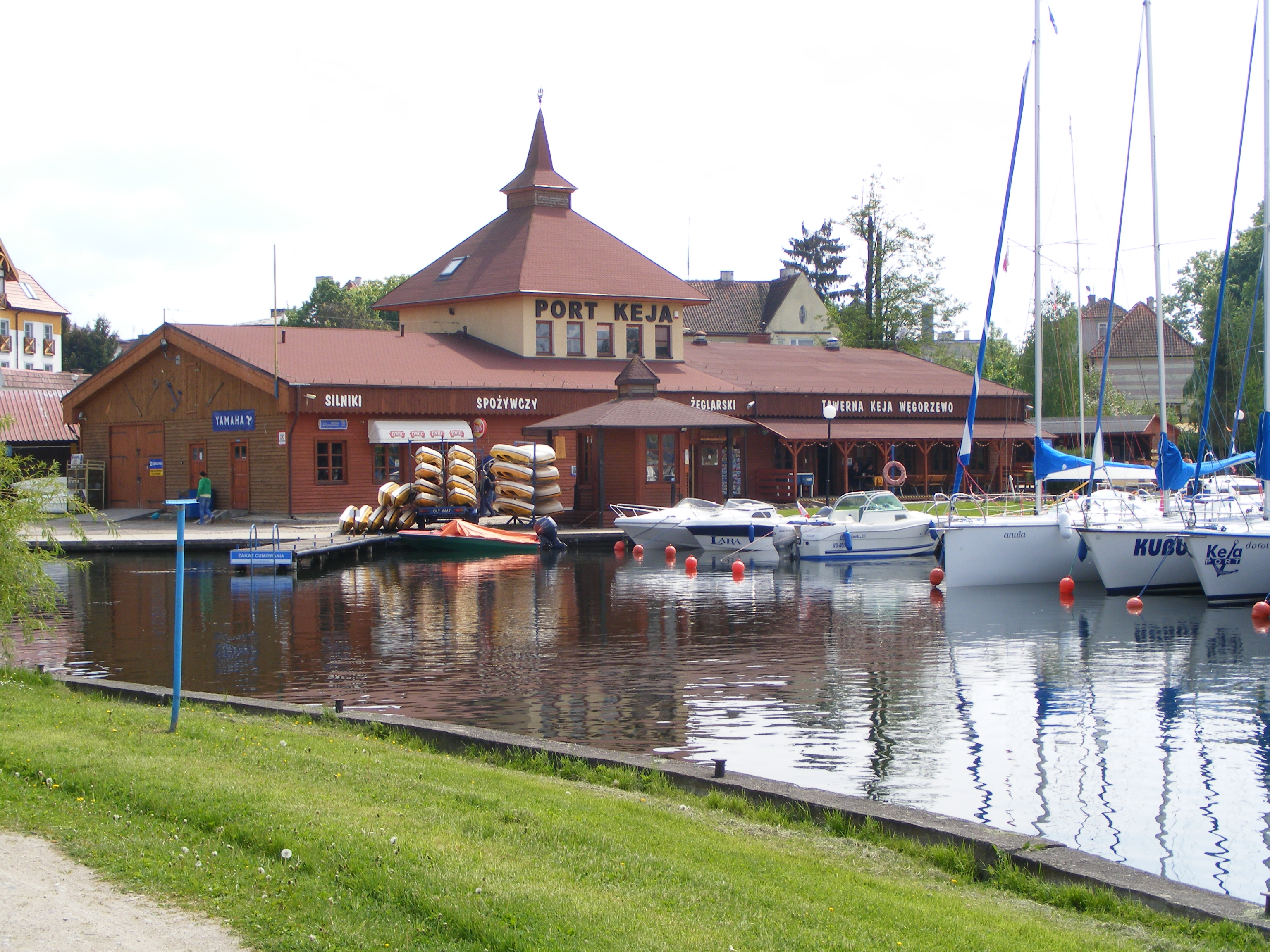
La marina
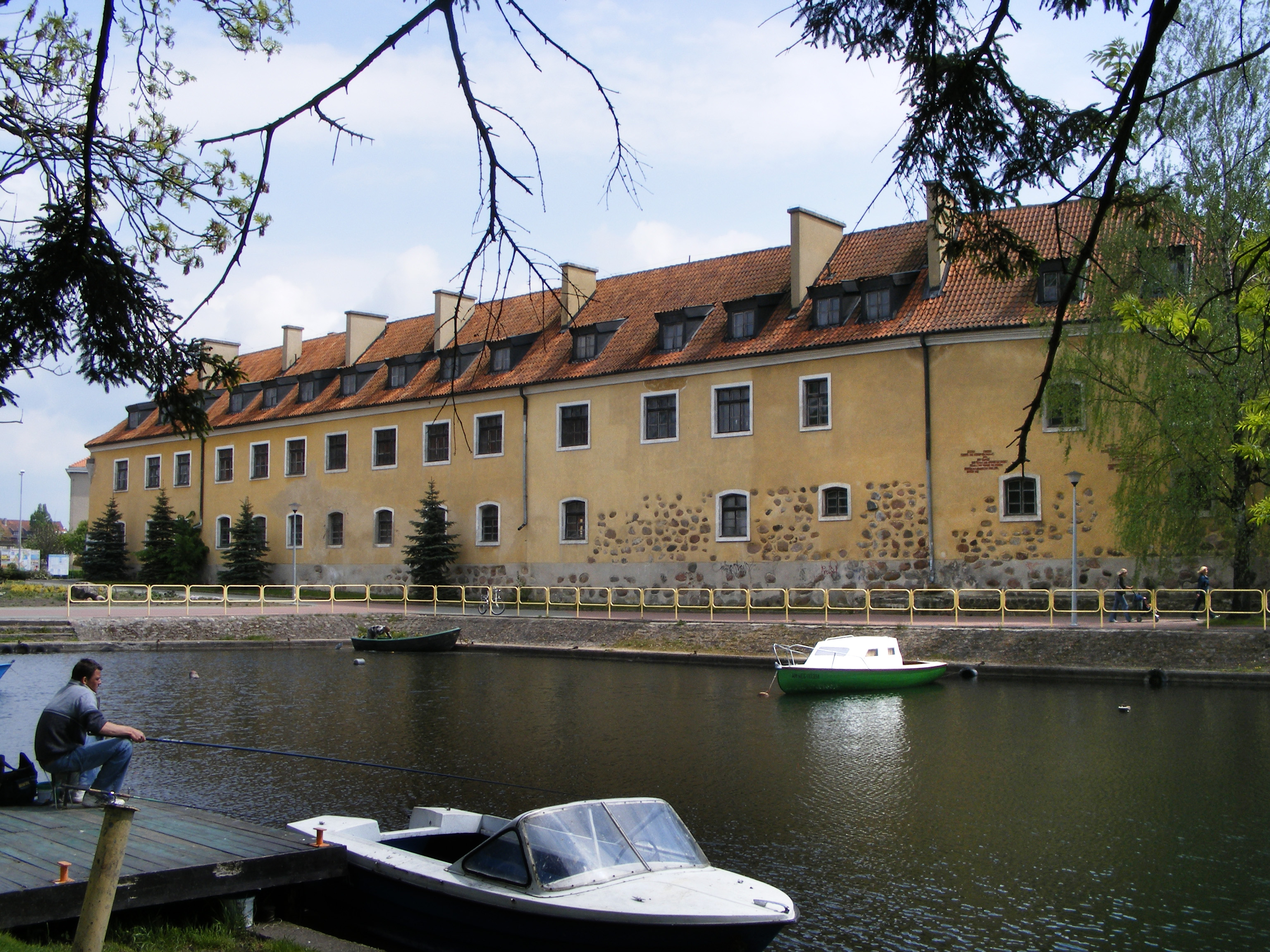
Le château
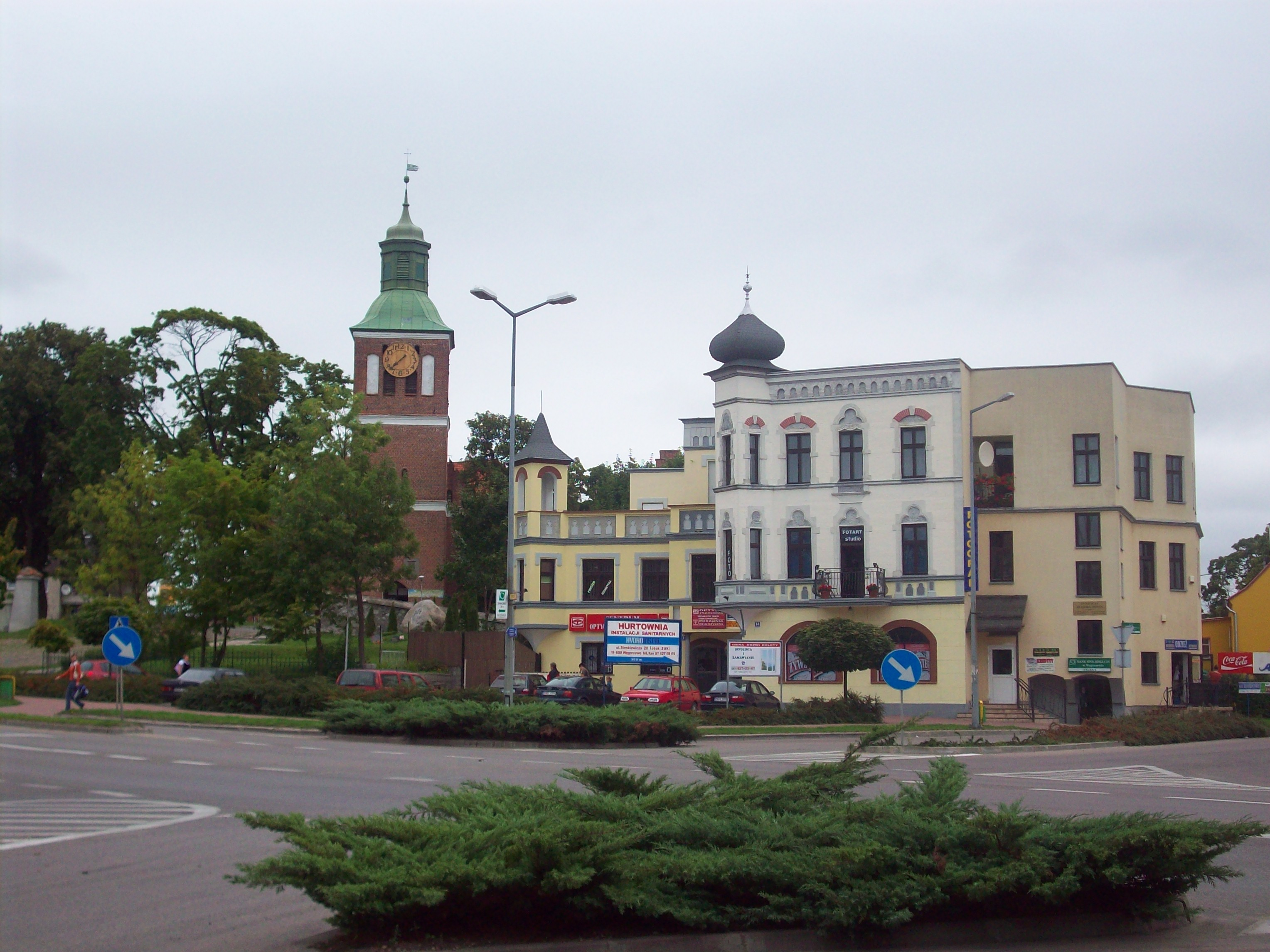
Centre-ville
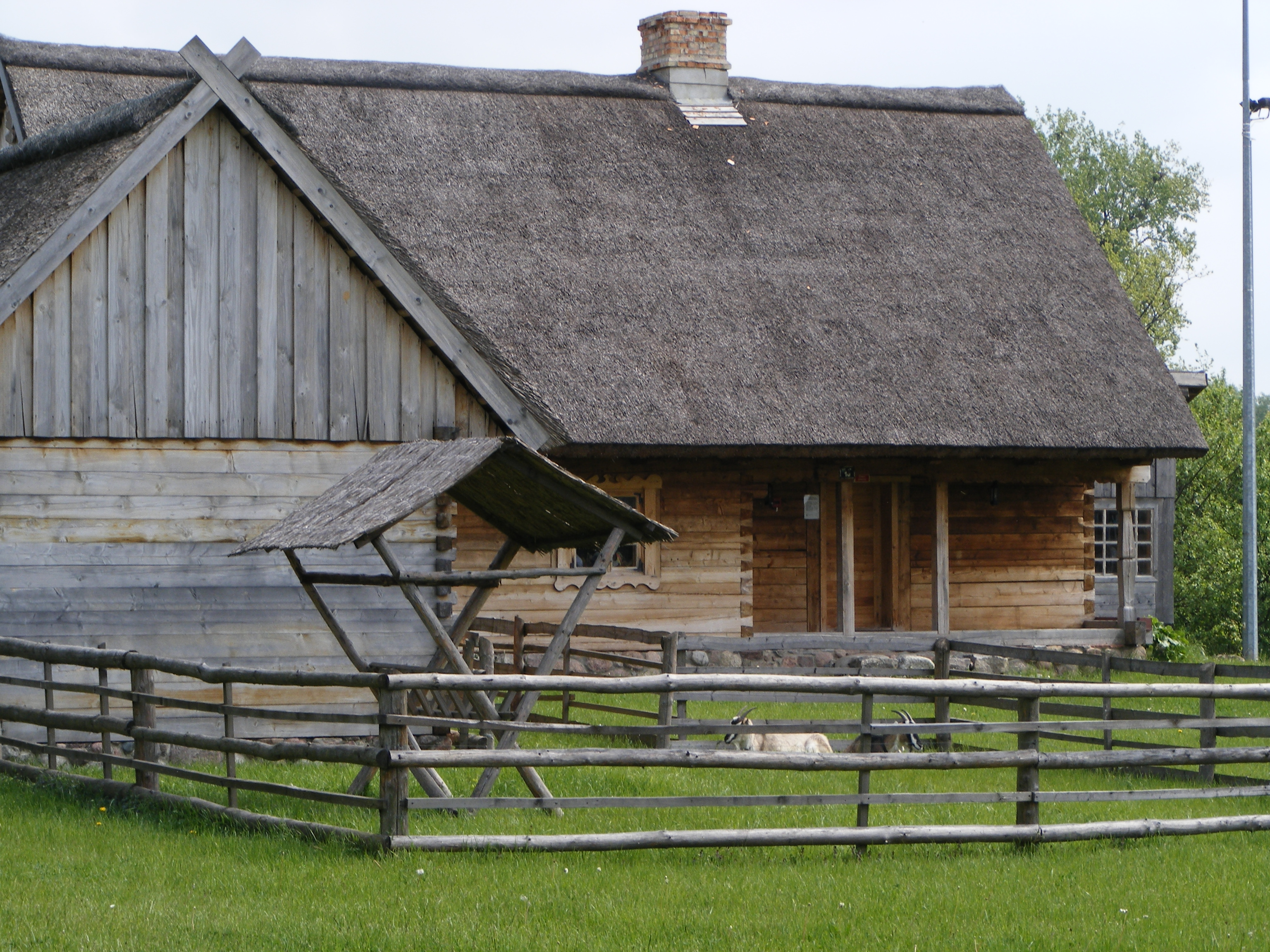
Musée des traditions

## Tourisme
Węgorzewo souffre économiquement de la chute du rideau de fer et des révolutions de 1989, mais idéalement située au bord du lac Mamry (anciennement lac de Mauer), elle devient un des hauts lieux du tourisme nautique.
Mais aujourd'hui, la ville est célèbre pour les festivals qui s'y organisent chaque année : festival de rock (le plus fameux de Pologne), de chants de marins, et de chants poétiques.

## Transports
Węgorzewo est traversée par une route nationale et une route provinciale :
- Sławatycze – Węgorzewo – Rudziszki (de)
- Stara Różanka (de) – Węgorzewo – Gołdap

## Jumelages
- Leffrinckoucke (France) depuis le 20 juin 1992
- Rottenburg am Neckar (Allemagne) depuis le 1er juin 1996
- Yavoriv (Ukraine) depuis le 1er juin 1996
- Tcherniakhovsk (Russie) depuis le 23 décembre 1996
- Niemenczyn (Lituanie) depuis le 27 février 2008

## Personnalités
- Georg Andreas Helwig (de) (1666-1748), théologien luthérien et botaniste
- Comte Hans Heinrich von Katte (1681-1741) Feldmarschall prussien, père du lieutenant Hans Hermann von Katte, ami du futur Frédéric II de Prusse
- Gustav Bolle (de) (1842-1902), écrivain
- Willy Rosenau (de) (1915-1999), chanteur d'opéra
- Herbert Jankuhn (1905-1990), archéologue et spécialiste de la Préhistoire
- Andreas Hillgruber (1925-1989) historien